# Rocher du Rascas
Le rocher du Rascas est un des îlots des îles d'Hyères. Il appartient à la commune française d'Hyères.

## Localisation et rattachement
Situé au nord de Port-Cros, il fait partie du parc national de Port-Cros. Il est intégré, avec l'ile de Bagaud et l'îlot de la Gabinière, à la réserve intégrale du parc national de Port-Cros. Son accès est totalement interdit.